# Кампо, Режис
Режис Кампо (фр. Régis Campo, род. в 1968, Марсель) — французский композитор.

## Биография
Окончил Высшую национальную консерваторию музыки в Париже, где среди его преподавателей был Жерар Гризе. В 1992 году начал заниматься у Эдисона Денисова. В 1999—2001 годах был стипендиатом на Вилле Медичи в Риме. В настоящее время преподаёт композицию в Марсельской консерватории.

## Творчество
Музыка Кампо отличается жизненной энергией и мелодической изобретательностью. Его ориентиры — Стравинский, Моцарт, Рамо, Мессиан, Малер, Сати, Лютославский, Дютийё. Автор многих вокальных сочинений на стихи французских поэтов от Маргариты Наваррской до сюрреалистов. Работает в кино.

## Признание
Премия Гаудеамус (1996) и другие награды. Произведения Кампо исполняют крупнейшие музыканты и ансамбли мира (Фелисити Лотт, Кент Нагано, Джон Нельсон, Марк Минковский, Квартет имени Изаи и др.).

## Избранные произведения
- Elytres для арфы (1991)
- Soleil et chair для оркестра (1995)
- Commedia для 19 исполнителей (1995)
- Concerto de chambre для семи исполнителей (1996)
- Concerto pour violon (1997)
- Livre de Sonates для органа (1997—1999)
- Joy для октета виолончелей (1998)
- Concerto pour piano et orchestre (1998—1999)
- Cinq Sonates à cinq для квинтета духовых (1999)
- Nova для 12 мужских и женских голосов, большого смешанного хора и ансамбля (1999)
- Livre de Fantaisies для виолончели (1999)
- Orfeo, музыкальный фарс для 4 голосов, виолы да гамба ad libitum и клавесина (2000)
- Faërie для оркестра (2000—2001)
- Happy Bird, концерт для флейты, двух валторн, перскуссии и струнного оркестра (2001)
- Lumen для оркестра (2001)
- Loop and Bell, концерт для перкуссии и оркестра (2001)
- Book of nonsense, для хора, скрипки, перкуссии и фортепиано, на стихи Эдварда Лира (2001)
- Premier Livre для фортепиано (2000—2002)
- Pop-art (2002)
- Laudate Dominum для шести мужских и женских голосов а cappella (2002)
- Symphonie N°1 для оркестра (2002—2003)
- Domine in Furore tuo для хора (2003)
- Zapp’art для инструментального ансамбля (2003)
- Happy Birthday для сопрано и оркестра (2003)
- Wow! Для флейты или скрипки и фортепиано (2004)
- Ouverture en forme d’étoiles для оркестра (2004)
- Струнный квартет N°1 «Les Heures maléfiques»(2005)
- Agnus Dei для голоса или хора (2005)
- Симфония N°2 «Moz’art» для оркестра (2005)
- Les Cris de Marseille для хора (2005)
- Fables de la Fontaine для сопрано и фортепиано (2005)
- Marines для валторны соло (2006)
- Струнный квартет N°2 (2006)
- Fancy для трубы и фортепиано (2007)
- Les Saisons françaises — L’Automne d’après Couperin для оркестра (2007)
- Les Saisons françaises — L’Hiver d’après Berlioz для струнного оркестра (2007)
- Monsieur Hérisson a disparu для двух скрипок (2007)
- Note-book для струнного квартета (2007)
- Струнный квартет n° 3 — Ombra felice (2007)
- Un trailer per Ciajkovskij для оркестра (2007)
- Le Bestiaire для сопрано и оркестра (2008)
- Les Quatre Jumelles для голосов и ансамбля, по драме Копи (2008)
- Petite Messe des Anges для пяти голосов a cappella (2008)
- Hommage à Georges Cziffra для фортепиано (2009)
- Éden для скрипки(2009)